# Chilgatherium
Chilgatherium ist eine ausgestorbene Gattung aus der Ordnung der Rüsseltiere (Proboscidea). Sie wird innerhalb der Rüsseltiere zur Familie der Deinotheriidae gestellt, welche eine sehr ursprüngliche Gruppe der frühen Vertreter dieser Säugetierordnung darstellt. Chilgatherium ist lediglich über Zahnfunde aus Äthiopien bekannt, welche die frühesten Nachweise dieser Familie darstellen. Einzige anerkannte Art ist Chilgatherium harrisi.

## Merkmale
Chilgatherium ist bisher nur über etwa ein Dutzend Zahnfunde bekannt, die sowohl dem Ober- als auch dem Unterkiefer angehören. Sie umfassen die hinteren Prämolaren (P3 und 4) und die Molaren (M1 bis 3). Die hinteren Backenzähne wiesen dabei eine ovale Form auf von maximal 6 cm Länge. Die Kaufläche war charakterisiert durch querstehende und deutlich aufragende Zahnschmelzleisten, die aber an den jeweiligen Enden durch zusätzliche Höcker noch einmal erhöht waren (bunolophodont). Jeder der drei Molaren besaß je drei dieser Leisten (trilophodont), wobei aber die dritte beziehungsweise hinterste weniger stark ausgebildet war. Dadurch unterschieden sich diese Zähne von jenen von Deinotherium, deren Leisten deutlicher und ohne zusätzliche Schmelzbuckel ausgeprägt, also strikt lophodont waren. Außerdem wies Deinotherium auf den letzten beiden Molaren (M2 und 3) nur zwei Leisten auf (bilophodont), nur der erste (M1) war trilophodont. Die Prämolaren von Chilgatherium waren deutlich kleiner als die Molaren und besaßen auf der Kauoberfläche eher bucklige Zahnschmelzhöcker, die ihnen einen bunodonten Zahncharakter gaben als bei Deinotherium.

## Systematik
Chilgatherium wird als eine Gattung aus der ausgestorbenen Familie der Deinotheriidae angesehen und ist so mit dem jüngeren und moderneren Deinotherium verwandt, einem der größten bekannten Vertreter der Rüsseltiere, das von Miozän bis zum frühen Pleistozän lebte. Die von Deinotherium abweichende Gestaltung der Molaren bei Chilgatherium lässt auf einen Ursprung der Deinotherien bei Rüsseltieren mit eher bunolophodonter hinterer Bezahnung und drei Zahnschmelzleisten schließen. Ein Großteil der in Frage kommenden frühen Rüsseltiere, wie Barytherium oder Numidotherium wiesen aber ebenfalls deutlich lophodontere Molaren mit nur zwei Leisten auf. Ein möglicher Kandidat wäre Arcanotherium aus Libyen, das nur über wenige Gebissfragmente bekannt ist, aber bunolophodonte Zähne besaß und auf den vorderen Molaren zwei und auf dem letzten drei Leisten aufwies. Die bisherigen Evolutionsmodelle der Rüsseltiere können aber eine sekundäre Reduktion der dritten Leiste bei Deinotherium nicht befriedigend erklären. Sollte Arcanotherium in die Ahnenreihe von Chilgatherium zu stellen sein, wäre ein Ausschluss aus der Familie der Deinotherien nach heutigem Stand wahrscheinlich.
Aus der Sicht der biologischen Systematik war die genaue Stellung der Familie der Deinotherien innerhalb der Ordnung der Rüsseltiere stets schwierig. Wie beim stammesgeschichtlich jüngeren Deinotherium ist anzunehmen, dass Chilgatherium alle Zähne gleichzeitig im Gebrauch hatte (vertikaler Zahnwechsel). Dies ist ein deutlicher Unterschied zu den modernen Rüsseltieren mit ihrem horizontalen Zahnwechsel und stellt den Rüsseltiervertreter eindeutig in die erste Radiationsphase dieser Säugetierordnung. Diese frühesten Rüsseltiere werden allgemein in die urtümlichen Plesielephantiformes, geprägt durch vordere Molaren mit zwei Zahnschmelzleisten, und die weiter entwickelten Elephantiformes mit drei Leisten gegliedert. Aufgrund des zweiten Molaren mit zwei Leisten bei Deinotherium wird dieses häufig zu den Plesielephantiformes gestellt, da dies aber möglicherweise ein abgeleitetes und kein ursprüngliches Merkmal ist (der erste Molar besitzt drei Leisten), befürworten einige Forscher auch eine Stellung innerhalb der moderneren Elephantiformes. Die Funde von Chilgatherium könnten eine Zuweisung der Deinotheriidae zu den Elephantiformes unterstützen, eine genauere Klassifizierung blieb bisher allerdings aus.
Die wissenschaftliche Erstbeschreibung von Chilgatherium erfolgte im Jahr 2004 durch William J. Sanders und Forschungskollegen anhand von Fundmaterial aus Chilga in Äthiopien. Als Holotyp gilt eine Zahnreihe der drei rechten und der hinteren beiden linken Molaren (Exemplarnummer CH35-3a-e), welche im Nationalmuseum von Äthiopien in Addis Abeba aufbewahrt wird. Aufgrund der Unterschiede im Zahnbau wurde Chilgatherium der eigenen Unterfamilie Chilgatheriinae innerhalb der Deinotheriidae zugewiesen. Bisher ist mit Chilgatherium harrisi eine Art bekannt. Der Gattungsname Chilgatherium verweist auf Chilga als Fundstelle, während das griechische Wort θηρίον (thērion) „Tier“ bedeutet. Der Artname harrisi ehrt John M. Harris für seine umfangreiche Forschung über die Deinotherien.

## Entdeckungsgeschichte
Die Funde von Chilgatherium wurden in Gahartal in der Region Chilga im nordwestlichen Äthiopien entdeckt, einer plateauähnlichen Landschaft, die sich auf einer Höhe von 1950 m über dem Meeresspiegel erhebt. In zahlreichen Aufschlüssen an Flusstälern, die wenigstens 70 Fundpunkte umfassen und lokal bis zu 130 m Mächtigkeit erreichen, sind die fundführenden geologischen Ablagerungen freigelegt, die aus vulkanischen Klasten, Kohle sowie Ton- und Siltsteinen bestehen. Radiometrische Datierungen an Orthoklas-Mineralien aus diesen fossilführenden Schichten ergaben ein Alter von 27,4 Millionen Jahren, der Basisbereich unter den Fundschichten ist laut ähnlichen Untersuchungen etwa 32,4 Millionen Jahre alt. Beide Ergebnisse datieren ins Oligozän. Die Funde von Chilgatherium, die dem Fundpunkt Chilga 35 entstammen, sind damit die ältesten Überreste von Deinotherien, die nächst jüngeren stammen aus Kenia und sind etwas älter als 20 Millionen Jahre. Assoziiert waren die Fossilien mit Resten von anderen Rüsseltieren, etwa Phiomia und Palaeomastodon, aber auch mit solchen von Arsinoitherium und mehreren Vertretern der Schliefer. Die Funde wurden zwischen 1998 und 2003 während wissenschaftlicher Feldforschungen geborgen.